# Акуоку, Поль
Эдгар Поль Акуоку (фр. Edgar Paul Akouokou; род. 20 декабря 1997, Кот-д’Ивуар) — ивуарийский футболист, полузащитник клуба «Олимпик Лион» и сборной Кот-д’Ивуара.

## Клубная карьера
Акуоку — воспитанник финского клуба ЕИФ. 29 апреля 2016 года в матче против «Йювяскюля» он дебютировал в Юккёнен. 25 сентября в поединке против «Гранкуллы» Поль забил свой первый гол за ЕИФ. Летом 2017 года Акуоку на правах аренды перешёл в израильский «Бейтар». В матче против «Маккаби» из Петах-Тиква он дебютировал в Лигат Халяль. В начале 2018 года Акоку был арендован «Хапоэль» из Ришон-ле-Цион. 5 февраля в матче против «Хапоэль» из Ноф-ха-Галиль он дебютировал в Лиге Леумит. 16 февраля в поединке против «Хапоэль Петах-Тиква» Пользабил свой первый гол за «Хапоэль» Ришон-ле-Цион. 
Летом 2018 года Акуоку перешёл в испанский «Бетис», где в начале начал выступать за дублирующий состав. 20 сентября 2020 года в матче против «Реал Вальядолид» он дебютировал в Ла Лиге. В 2022 году Поль помог клубу завоевать Кубок Испании. Летом 2023 года Акуоку перешёл в лионский «Олимпик», подписав контракт на 5 лет. Сумма трансфера составила 3 млн. евро. 17 сентября в матче против «Гавра» он дебютировал в Лиге 1.

## Международная карьера
25 марта 2022 года в товарищеском матче против сборной Франции Акуоку дебютировал за сборную Кот-д’Ивуара.

## Достижения
Клубные
 «Бетис»
- Обладатель Кубка Испании — 2021/2022